# N.O.R.E.
Victor Santiago (Queens, Nueva York, 6 de septiembre de 1977), más conocido como N.O.R.E. y en un principio como Noreaga, es un rapero estadounidense miembro del grupo Capone-N-Noreaga (C-N-N). Su padre es puertorriqueño, de ahí sus orígenes latinos.
N.O.R.E. es un acrónimo de Niggaz On (the) Run Eatin'. Su antiguo nombre, Noriega, viene del general panameño Manuel Noriega. N.O.R.E. actualmente está firmado por Def Jam Records via Roc-A-Fella Records,Ya que Tommy Boy Records (su antiguo sello) poseía los derechos del nombre "Noreaga", el rapero fue forzado a buscarse un apodo profesional diferente.
En sus canciones, es muy típico escucharle decir "what what", "SLIME", "it's nothing" y "Iraq". También tiene su propio himno con las tres partes de "Bloody Money". En 1998 lanzó su álbum debut, N.O.R.E., en el que se incluían los éxitos "Superthug" y "Banned From T.V.", producido por Swizz Beatz y en el que aparecían artistas como Big Pun, Cam'ron, Nature y The Lox. También incluía el tema "N.O.R.E.".
En 1999, grabó su segundo álbum, Melvin Flynt: Da Hustla. "Oh No", producido por The Neptunes, fue otro éxito. Mientras grababa el disco su padre murió, por lo que le dedicó la canción "Sometimes". En 2000, después de que Capone saliera de la cárcel, C-N-N lanzó el álbum The Reunión, con colaboraciones de Mobb Deep y Nas. En el álbum aparecían los clásicos "Bang Bang", "Y'all Don't Wanna" y "Phonetime".
En 2002, N.O.R.E. editó su tercer álbum en solitario, God's Favorite. "Nothing" y "Grimey" tuvieron éxito. Capone, Fat Joe, Cam'ron, Cassidy y The Neptunes aparecieron en el disco como colaboradores.
N.O.R.E. también ha colaborado en el tema "Mas Maíz" con artistas como Nina Sky, Big Mato, Chingo Bling, Lil Rob, Negra (LDA) y Lumidee. Además, posee su propio sello, Thugged Out Militainment.

## Discografía

### Álbumes
- 1998 N.O.R.E  (Rhino Records, ADA Music)
- 1999 Melvin Flynt - Da Hustler  (Tommy Boy Music)
- 2002 God's Favorite  (Def Jam Records, Universal Music Group)
- 2005 1 Fan a Day (Universal Music Group)
- 2006 Reggaeton Invasion (El Cartel Records) con Daddy Yankee
- 2006 N.O.R.E. y la Familia...Ya Tú Sabe  (Def Jam, Roc-A-Fella, Universal Music Group)
- 2007 Noreality  (Babygrande Records)
- 2009 S.O.R.E.  (Thugged Out Militainment)

## Sencillos
| Año  | Canción                                                                                            | Chart positions | Chart positions | Chart positions | Álbum                              |
| Año  | Canción                                                                                            | U.S. Hot 100    | U.S. R&B        | U.S. Rap        | Álbum                              |
| ---- | -------------------------------------------------------------------------------------------------- | --------------- | --------------- | --------------- | ---------------------------------- |
| 1998 | "N.O.R.E."                                                                                         | -               | 59              | 32              | N.O.R.E.                           |
| 1998 | "Superthug"                                                                                        | 36              | 15              | 1               | N.O.R.E.                           |
| 1998 | "Banned from T.V." (feat. Big Pun, Nature, Cam'ron, Jadakiss & Styles P)                           | -               | -               | -               | N.O.R.E.                           |
| 1999 | "Blood Money Pt. 3" (feat. Mike B.)                                                                | -               | -               | -               | Melvin Flynt - Da Hustler          |
| 1999 | "Oh No"                                                                                            | -               | 49              | -               | Melvin Flynt - Da Hustler          |
| 2002 | "Grimey"                                                                                           | -               | 62              | -               | God's Favorite                     |
| 2002 | "Live My Life" (feat. Ja Rule)                                                                     | -               | 95              | -               | God's Favorite                     |
| 2002 | "Nothin"                                                                                           | 10              | -               | 3               | God's Favorite                     |
| 2002 | "Head Bussa"                                                                                       | -               | 73              | -               | God's Favorite                     |
| 2004 | "Oye mi canto" (feat. Nina Sky, Daddy Yankee, Gem Star & Big Mato)                                 | 12              | 24              | 8               | N.O.R.E. y la Familia...Ya Tú Sabe |
| 2006 | "Mas Maíz" (feat. Nina Sky, Big Mato, La Negra, Lumidee, Pitbull, Fat Joe, Chingo Bling & Lil Rob) | -               | 74              | -               | N.O.R.E. y la Familia...Ya Tú Sabe |
| 2006 | "Bailar Conmigo" (feat. Big Mato, Don Omar & Diddy)                                                | -               | -               | -               | N.O.R.E. y la Familia...Ya Tú Sabe |
| 2007 | "Set It Off" (feat. Swizz Beatz & J. Ru$$)                                                         | -               | -               | -               | Noreality                          |
| 2009 | "Move" (feat. Nina Sky & Jim Jones)                                                                | -               | -               | -               | S.O.R.E.                           |